# YE DIGITAL
株式会社YE DIGITAL（ワイ・イー・デジタル、英: YE DIGITAL Corporation）は、福岡県北九州市小倉北区に本社を置くソフトウェア開発などを行う企業である。安川電機の持分法適用関連会社。
東京証券取引所スタンダード市場上場。2019年3月1日に現社名へ変更。旧社名は安川情報システム株式会社（やすかわじょうほうシステム）。

## 概要
1978年に「安川情報システム」として創業以来、主に製造業を顧客とした基幹システム導入・運用による経営支援や、ライン制御や製品組込などの製造現場を支援。また、IoTの創成期から積極的にビジネスを行うIoTベンダーとして事業を展開。製造業で培ってきた技術を活用し、ソーシャルIoTへ拡大することで顧客の変革を支援。

### 事業所
- 本社[3] - 福岡県北九州市小倉北区
- 渋谷オフィス[4] - 東京都渋谷区
- Smart Service AQUA[5] - 福岡県北九州市小倉北区

### 主な事業
- IoTソリューション
  - クラウドサービスから通信機器まで、IoTで顧客の業務効率化を支援。AIを活用したデータ分析技術で、顧客に新たな価値を提供（ソーシャルIoT、AI・ビッグデータ分析）[6]。
- ビジネスソリューション
  - ERPを中心とした業務システム導入の実績を生かし、ICTにより顧客の経営強化を支援（ERPグローバル展開支援、顧客業務システム、健康保険システム構築、システムコンサルティング）[7]。
- サービスビジネス
  - ITカスタマサービスセンター「Smart Service AQUA」を中心に、ユニファイド（統合化された）サービスを提供し、顧客の業務システムの運用方法や活用方法を支援（運用支援、アフターコンサル）[8]。

## 沿革[9][10]
- 1978年 - 安川情報システム株式会社創立、東京営業所開設（のち開設される東京開発センタと合体）
- 1983年 - 田中工業株式会社との共同出資により北九州データサービス株式会社を創立
- 1987年 - 資本金9,000万円に増資、本社社屋新築、移転
- 1988年 - 大阪事務所（のち大阪支店）開設
- 1991年 - 東京開発センタ（のち東京支社）開設、資本金1億6,000万円に増資
- 1992年 - 資本金2億円に増資、大分県佐伯市に豊安情報システム株式会社を設立
- 1997年 - 株式会社安川情報プロサービスを設立、北九州データサービス株式会社を株式会社安川情報北九州に商号変更
- 2001年 - 資本金4億円に増資、株式会社安川情報北九州と豊安情報システム株式会社を統合し、株式会社安川情報九州を設立
- 2003年 - 東証2部（現・東証スタンダード市場）上場、資本金6億6,400万円に増資
- 2004年 - 株式会社安川情報プロサービスを吸収合併
- 2015年 - 東京支社を「東京本社（開設、のち三田オフィス）」と「開発センタ（名称変更、のち新百合ヶ丘オフィス）」に分割
- 2017年 - 大阪支店（のち新大阪オフィス）を大阪市淀川区に移転
- 2018年 - ITカスタマサービスセンター「Smart Service AQUA」開設[11]
- 2019年 - 社名を株式会社YE DIGITAL（ワイ・イー・デジタル）に変更[12]
- 2020年
  - 本社を北九州市小倉北区に移転[3]
  - 株式会社アイキューブデジタルを簡易新設分割により新設[13]（株式の60%を株式会社安川電機に譲渡）
- 2022年
  - ITカスタマサービスセンター「Smart Service AQUA」移転・拡大[14]
  - 「ビジネスDXリーディングセンター」開設
- 2023年 - 共同出資によりマチディア株式会社を設立[15]
- 2024年
  - 「物流DXサービスセンター」開設
  - 新大阪オフィスを閉鎖。三田オフィス、新百合ヶ丘オフィスを統合し、渋谷オフィスを東京都渋谷区に開設[16]

## 関連会社
- 株式会社YE DIGITAL Kyushu - 連結子会社[17]
- 株式会社アイキューブデジタル - 国内関係会社[13]
- マチディア株式会社 - その他関連会社[15]